# Serguéi Yutkévich
Serguéi Iósifovich Yutkévich (en ruso: Серге́й Ио́сифович Ютке́вич; San Petersburgo, 15 de diciembrejul./ 28 de diciembre de 1904greg. – Moscú, 24 de abril de 1985) fue un director de cine y guionista soviético.

## Trayectoria

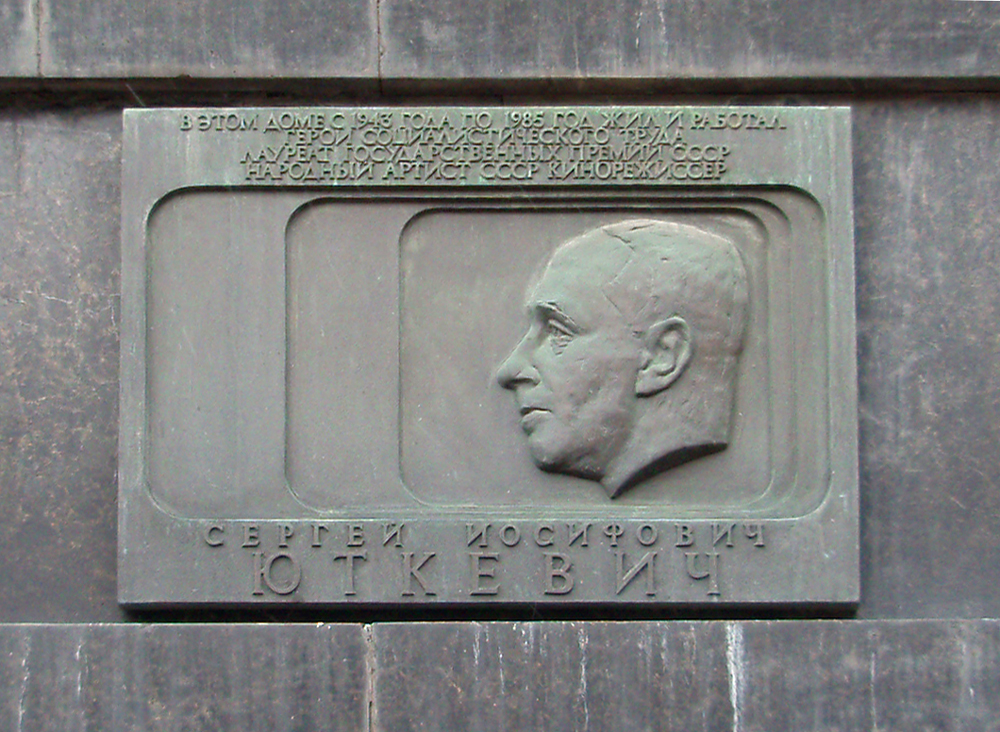
Placa memorial en el edificio de Moscú donde yace sepultado.

Comenzó a trabajar cuando era adolescente haciendo espectáculos de marionetas. Entre 1921 y 1923 estudió bajo la tutela de Vsévolod Meyerhold. Más tarde ayudó a fundar la Fábrica del Actor Excéntrico (FEKS), en donde actuó principalmente como intérprete de circo y teatro de variedades. Entró en el mundo del cine en la década de los veinte y comenzó a dirigir películas en 1928. Sus películas eran más alegre que la mayoría de películas rusas ya que había sido influenciado por el slapstick estadounidense, entre otras cosas. Sin embargo, él también hizo importantes películas históricas, docudramas y biopics.
Ganó el Premio del Festival de Cannes al mejor director en dos ocasiones: por Otello (en 1956) y Lenin en Polonia (en 1966). De sus películas posteriores Lenin en París es una de las más conocidas. En 1959, fue miembro del jurado en el primer Festival Internacional de Cine de Moscú.

## Filmografía
- Lace (Кружева) (1928)
- The Black Sail (Черный парус) (1929)
- Montañas doradas (Златые горы) (1931)
- Proyecto alternativo (Встречный) (1932); codirigido com Fridrikh Ermler
- Ankara - Heart of Turkey (Анкара — сердце Турции) (1934)
- Los mineros (Шахтеры) (1937)
- Cómo votar (Как будет голосовать избиратель) (1937), cortometraje
- El hombre con el arma (Человек с ружьем) (1938)
- Yákov Sverdlov (Яков Свердлов) (1940)
- Las aventuras de Schweik (Новые похождения Швейка) (1943)
- Francia liberada (Освобожденная Франция) (1944)
- ¡Hola, Moscú! (1945)
- Juventud sobre nuestro país (Молодость нашей страны) (1946), documental
- Luz sobre Rusia (Свет над Россией) (1947), no lanzada
- Tres encuentros (Три встречи) (1948), segmento
- Przhevalsky (Пржевальский) (1951)
- El gran guerrero Skanderbeg (1953)
- Otelo (1955)
- Historias sobre Lenin (Рассказы о Ленине) (1957)
- Encuentro con Francia (Встреча с Францией) (1960), documental
- La Casa de Baños (Баня) (1962), animada
- Lenin in Poland (1966)
- Sobre la dignidad humana (О самом человечном) (1967), documental
- Asunto para una historia corta  (Сюжет для небольшого рассказа) (1969)
- Маяковский смеется (1975), animada
- Lenin en París (1981)

## Premios y distinciones
Festival Internacional de Cine de Cannes
| Año  | Categoría         | Película         | Resultado |
| ---- | ----------------- | ---------------- | --------- |
| 1956 | Premio del jurado | Otelo            | Ganador   |
| 1966 | Mejor director    | Lenin en Polonia | Ganador   |

Festival Internacional de Cine de Venecia
| Año  | Categoría                     | Resultado |
| ---- | ----------------------------- | --------- |
| 1982 | León de Oro a toda su carrera | Ganador   |